# Milène Junius
M.C. (Milène) Junius (Delft, 20 januari 1961) is een Nederlandse CDA-politica, bestuurster en sinds 19 december 2023 vertrouwenspersoon in de Eerste Kamer.

## Biografie
Junius groeide op in Delft en volgde na het gymnasium een studie aan de Lerarenopleiding Zuid-West Nederland te Delft in Frans en Nederlands. Daarna trok zij zes jaar over de wereld. Zij vervulde een functie in de directie bij een grond- en kabelwerkbedrijf en zette een uitzendbureau voor bouwpersoneel op. In 2001 ging ze werken bij detacheringsbureau Yacht en later bij Resources Global Professionals. Junius is getrouwd en heeft twee kinderen.
Junius is eigenaar van bureau 12morgen en gecertificeerd vertrouwenspersoon voor het openbaar bestuur. Op 19 december 2023 werd zij door de Eerste Kamer benoemd als externe en onafhankelijke vertrouwenspersoon van de Eerste Kamer. Zij fungeert als aanspreekpunt en sparringpartner voor Eerste Kamerleden in integriteitskwesties. Ook is zij betrokken bij periodieke sessies over integriteit in de Eerste Kamer.

## Politieke loopbaan
Junius begon haar politieke carrière in Delft, waar zij van 2003 tot 2010 lid was van de gemeenteraad. Van 2010 tot 2014 was zij daar wethouder Economie, Vervoer, Spoorzone en Cultuur. Van 2014 tot 2015 was zij wederom lid van de gemeenteraad. Vanaf 17 september 2015 was zij burgemeester van Hellevoetsluis. Op 1 januari 2023 ging Hellevoetsluis op in de fusiegemeente Voorne aan Zee waarmee er een eind kwam aan het burgemeesterschap.